# Schi acrobatic la Jocurile Olimpice de iarnă din 2018 - movile (feminin)
Proba de schi acrobatic, movile feminin de la Jocurile Olimpice de iarnă din 2018 de la Pyeongchang, Coreea de Sud a avut loc pe 9 și 11 februarie 2018 la Pheonix Snow Park.

## Program
Orele sunt orele Coreei de Sud (ora României + 7 ore).
| Dată         | Ora                     | Rundă      |
| ------------ | ----------------------- | ---------- |
| 9 februarie  | 10:00–10:45             | calificări |
| 11 februarie | 19:30–20:00 21:00–22:40 | Finală     |

## Calificări
Proba va avea loc pe 9 februarie și va începe la ora 10:00. Proba a avut loc pe 9 februarie și a început la ora 11:45. În prima rundă de calificare, cele mai bune zece sportive s-au calificat direct în finală. Celelalte au concurat în a doua rundă de calificări.

### Calificări 1
CF — Calificată direct pentru finală
DNF — Nu a terminat
DNS — Nu a luat startul
| Loc | Număr de concurs | Nume                    | Țară                         | Timp  | Scor  | Scor  | Scor  | Total | Note |
| Loc | Număr de concurs | Nume                    | Țară                         | Timp  | Turns | Air   | Time  | Total | Note |
| --- | ---------------- | ----------------------- | ---------------------------- | ----- | ----- | ----- | ----- | ----- | ---- |
| 1   | 13               | Perrine Laffont         | Franța                       | 28,87 | 50,5  | 13,75 | 15,47 | 79,72 | CF   |
| 2   | 3                | Andi Naude              | Canada                       | 29,10 | 49,6  | 14,79 | 15,21 | 79,60 | CF   |
| 3   | 5                | Morgan Schild           | Statele Unite ale Americii   | 29,76 | 48,8  | 14,48 | 14,48 | 77,74 | CF   |
| 4   | 8                | Justine Dufour-Lapointe | Canada                       | 29,26 | 48,3  | 14,33 | 15,03 | 77,66 | CF   |
| 5   | 18               | Jaelin Kauf             | Statele Unite ale Americii   | 28,91 | 48,3  | 13,73 | 15,42 | 77,45 | CF   |
| 6   | 2                | Britteny Cox            | Australia                    | 28,94 | 48,4  | 12,99 | 15,39 | 76,78 | CF   |
| 7   | 19               | Yuliya Galysheva        | Kazahstan                    | 30,51 | 47,1  | 15,64 | 13,62 | 76,36 | CF   |
| 8   | 10               | Keaton McCargo          | Statele Unite ale Americii   | 29,84 | 48,5  | 12,80 | 14,37 | 75,67 | CF   |
| 9   | 9                | Arisa Murata            | Japonia                      | 29,90 | 46,0  | 13,83 | 14,30 | 74,13 | CF   |
| 10  | 16               | Audrey Robichaud        | Canada                       | 32,32 | 48,3  | 12,60 | 11,58 | 72,48 | CF   |
| 11  | 20               | Regina Rakhimova        | Sportivii Olimpici ai Rusiei | 31,74 | 45,4  | 14,14 | 12,23 | 71,77 |      |
| 12  | 1                | Marika Pertakhiya       | Sportivii Olimpici ai Rusiei | 30,37 | 44,6  | 12,05 | 13,78 | 70,43 |      |
| 13  | 15               | Chloé Dufour-Lapointe   | Canada                       | 30,01 | 44,0  | 11,35 | 14,18 | 69,53 |      |
| 14  | 21               | Jakara Anthony          | Australia                    | 30,52 | 43,4  | 12,48 | 13,61 | 69,49 |      |
| 15  | 25               | Madii Himbury           | Australia                    | 31,45 | 44,0  | 12,42 | 12,56 | 68,98 |      |
| 16  | 30               | Camille Cabrol          | Franța                       | 31,96 | 44,7  | 12,21 | 11,98 | 68,89 |      |
| 17  | 28               | Claudia Gueli           | Australia                    | 31,17 | 43,1  | 12,71 | 12,87 | 68,68 |      |
| 18  | 11               | Hedvig Wessel           | Norvegia                     | 29,70 | 42,0  | 12,11 | 14,53 | 68,64 |      |
| 19  | 14               | Seo Jee-won             | Coreea de Sud                | 30,71 | 45,0  | 10,07 | 13,39 | 68,46 |      |
| 20  | 17               | Ekaterina Stolyarova    | Sportivii Olimpici ai Rusiei | 30,82 | 42,3  | 12,12 | 13,27 | 67,69 |      |
| 21  | 6                | Deborah Scanzio         | Elveția                      | 30,82 | 41,2  | 11,91 | 13,27 | 66,38 |      |
| 22  | 29               | Tess Johnson            | Statele Unite ale Americii   | 30,56 | 41,7  | 10,29 | 13,56 | 65,55 |      |
| 23  | 26               | Katharina Förster       | Germania                     | 29,71 | 39,4  | 9,25  | 14,52 | 63,17 |      |
| 24  | 24               | Léa Bouard              | Germania                     | 29,18 | 33,6  | 6,99  | 15,12 | 55,71 |      |
| 25  | 12               | Melanie Meilinger       | Austria                      | 33,78 | 37,0  | 8,02  | 9,93  | 54,95 |      |
| 26  | 22               | Ayaulum Amrenova        | Kazahstan                    | 35,15 | 36,5  | 7,89  | 8,39  | 52,78 |      |
| 27  | 4                | Wang Jin                | China                        | 34,87 | 35,9  | 6,69  | 8,70  | 51,29 |      |
| 28  | 23               | Guan Ziyan              | China                        | 36,30 | 32,7  | 8,32  | 7,09  | 48,11 |      |
| 29  | 27               | Tetiana Petrova         | Ucraina                      | 36,69 | 31,5  | 8,04  | 6,65  | 46,19 |      |
| 30  | 7                | Seo Jung-hwa            | Coreea de Sud                | 41,80 | 9,2   | 6,47  | 0,90  | 16,57 |      |

#### Calificări 2
CF — Calificată pentru finală
DNF — Nu a terminat
DNS — Nu a luat startul
| Loc | Ordinea | Nume                  | Țară                         | Calif 1 | Timp          | Scor          | Scor          | Scor          | Total         | Cel mai bun rezultat | Note |
| Loc | Ordinea | Nume                  | Țară                         | Calif 1 | Timp          | Turns         | Air           | Time          | Total         | Cel mai bun rezultat | Note |
| --- | ------- | --------------------- | ---------------------------- | ------- | ------------- | ------------- | ------------- | ------------- | ------------- | -------------------- | ---- |
| 1   | 19      | Tess Johnson          | Statele Unite ale Americii   | 65,55   | 30,97         | 50,0          | 12,23         | 13,10         | 75,33         | 75,33                | CF   |
| 2   | 9       | Ekaterina Stolyarova  | Sportivii Olimpici ai Rusiei | 67,69   | 30,63         | 47,8          | 12,12         | 13,48         | 73,40         | 73,40                | CF   |
| 3   | 11      | Jakara Anthony        | Australia                    | 69,49   | 31,69         | 48,3          | 12,76         | 12,29         | 73,35         | 73,35                | CF   |
| 4   | 10      | Regina Rakhimova      | Sportivii Olimpici ai Rusiei | 71,77   | 31,95         | 46,7          | 14,12         | 12,00         | 72,82         | 72,82                | CF   |
| 5   | 5       | Hedvig Wessel         | Norvegia                     | 68,64   | 30,03         | 44,9          | 12,60         | 14,16         | 71,66         | 71,66                | CF   |
| 6   | 4       | Seo Jung-hwa          | Coreea de Sud                | 16,57   | 29,45         | 44,4          | 12,37         | 14,81         | 71,58         | 71,58                | CF   |
| 7   | 1       | Marika Pertakhiya     | Sportivii Olimpici ai Rusiei | 70,43   | 36,98         | 16,8          | 7,79          | 6,33          | 30,92         | 70,43                | CF   |
| 8   | 8       | Chloé Dufour-Lapointe | Canada                       | 69,53   | 29,45         | 43,4          | 10,27         | 14,81         | 68,48         | 69,53                | CF   |
| 9   | 16      | Katharina Förster     | Germania                     | 63,17   | 30,05         | 45,9          | 9,34          | 14,14         | 69,38         | 69,38                | CF   |
| 10  | 15      | Madii Himbury         | Australia                    | 68,98   | 31,44         | 45,8          | 10,99         | 12,57         | 69,36         | 69,36                | CF   |
| 11  | 3       | Deborah Scanzio       | Elveția                      | 66,38   | 31,29         | 44,7          | 11,58         | 12,74         | 69,02         | 69,02                |      |
| 12  | 20      | Camille Cabrol        | Franța                       | 68,89   | nu a terminat | nu a terminat | nu a terminat | nu a terminat | nu a terminat | 68,89                |      |
| 13  | 18      | Claudia Gueli         | Australia                    | 68,68   | 38,35         | 19,5          | 10,91         | 4,78          | 35,19         | 68,68                |      |
| 14  | 7       | Seo Jee-won           | Coreea de Sud                | 68,46   | 31,55         | 44,2          | 7,96          | 12,45         | 64,61         | 68,46                |      |
| 15  | 14      | Léa Bouard            | Germania                     | 55,71   | 28,96         | 40,1          | 9,62          | 15,36         | 65,08         | 65,08                |      |
| 16  | 6       | Melanie Meilinger     | Austria                      | 54,95   | 34,61         | 41,2          | 7,51          | 9,00          | 57,71         | 57,71                |      |
| 17  | 12      | Ayaulum Amrenova      | Kazahstan                    | 52,78   | 35,25         | 23,4          | 7,00          | 8,28          | 38,68         | 52,78                |      |
| 18  | 13      | Guan Ziyan            | China                        | 48,11   | 35,50         | 35,6          | 8,20          | 8,00          | 51,80         | 51,80                |      |
| 19  | 2       | Wang Jin              | China                        | 51,29   | 35,01         | 28,2          | 6,31          | 8,55          | 43,06         | 51,29                |      |
| 20  | 17      | Tetiana Petrova       | Ucraina                      | 46,19   | 37,62         | 14,3          | 3,16          | 5,61          | 23,07         | 46,19                |      |

## Finala

### Finala 1
În prima rundă, cele mai bune 12 sportive s-au calificat pentru runda a doua.
C — Calificată pentru rudna următoare
| Loc | Ordinea | Nume                    | Țară                         | Timp  | Scor  | Scor  | Scor  | Total | Note |
| Loc | Ordinea | Nume                    | Țară                         | Timp  | Turns | Air   | Time  | Total | Note |
| --- | ------- | ----------------------- | ---------------------------- | ----- | ----- | ----- | ----- | ----- | ---- |
| 1   | 17      | Justine Dufour-Lapointe | Canada                       | 29,70 | 50,6  | 14,37 | 14,53 | 79,50 | C    |
| 2   | 16      | Jaelin Kauf             | Statele Unite ale Americii   | 28,79 | 50,7  | 12,47 | 15,56 | 78,73 | C    |
| 3   | 13      | Keaton McCargo          | Statele Unite ale Americii   | 30,04 | 50,6  | 12,13 | 14,15 | 76,88 | C    |
| 4   | 8       | Jakara Anthony          | Australia                    | 30,46 | 50,1  | 13,04 | 13,67 | 76,81 | C    |
| 5   | 15      | Britteny Cox            | Australia                    | 29,19 | 48,1  | 12,59 | 15,10 | 75,79 | C    |
| 6   | 20      | Perrine Laffont         | Franța                       | 29,33 | 48,1  | 12,71 | 14,95 | 75,76 | C    |
| 7   | 14      | Yuliya Galysheva        | Kazahstan                    | 30,62 | 47,3  | 14,31 | 13,49 | 75,10 | C    |
| 8   | 11      | Audrey Robichaud        | Canada                       | 32,00 | 47,2  | 15,13 | 11,94 | 74,27 | C    |
| 9   | 10      | Tess Johnson            | Statele Unite ale Americii   | 30,68 | 47,7  | 12,97 | 13,43 | 74,10 | C    |
| 10  | 19      | Andi Naude              | Canada                       | 29,06 | 45,5  | 13,24 | 15,25 | 73,99 | C    |
| 11  | 7       | Regina Rakhimova        | Sportivii Olimpici ai Rusiei | 30,92 | 46,6  | 13,82 | 13,16 | 73,58 | C    |
| 12  | 9       | Ekaterina Stolyarova    | Sportivii Olimpici ai Rusiei | 30,52 | 48,0  | 11,62 | 13,61 | 73,23 | C    |
| 13  | 2       | Katharina Förster       | Germania                     | 29,63 | 46,4  | 11,32 | 14,61 | 72,33 |      |
| 14  | 5       | Seo Jung-hwa            | Coreea de Sud                | 29,77 | 45,0  | 12,86 | 14,45 | 72,31 |      |
| 15  | 18      | Morgan Schild           | Statele Unite ale Americii   | 30,80 | 45,5  | 13,44 | 13,29 | 72,23 |      |
| 16  | 4       | Marika Pertakhiya       | Sportivii Olimpici ai Rusiei | 30,52 | 46,9  | 11,14 | 13,61 | 71,65 |      |
| 17  | 3       | Chloé Dufour-Lapointe   | Canada                       | 30,39 | 45,8  | 11,43 | 13,75 | 70,98 |      |
| 18  | 12      | Arisa Murata            | Japonia                      | 30,51 | 44,8  | 12,35 | 13,62 | 70,77 |      |
| 19  | 6       | Hedvig Wessel           | Norvegia                     | 29,99 | 43,0  | 11,57 | 14,20 | 68,77 |      |
| 20  | 1       | Madii Himbury           | Australia                    | 31,03 | 42,5  | 12,66 | 13,03 | 68,19 |      |

### Finala 2
Din cea de a doua finală, cele mai bune 6 sportive s-au calificat pentru a treia rundă.
C — Calificată pentru runda următoare
| Loc | Ordinea | Nume                    | Țară                         | Timp  | Scor  | Scor  | Scor  | Total | Note |
| Loc | Ordinea | Nume                    | Țară                         | Timp  | Turns | Air   | Time  | Total | Note |
| --- | ------- | ----------------------- | ---------------------------- | ----- | ----- | ----- | ----- | ----- | ---- |
| 1   | 3       | Andi Naude              | Canada                       | 28,98 | 48,2  | 15,24 | 15,34 | 78,78 | C    |
| 2   | 8       | Britteny Cox            | Australia                    | 28,99 | 49,6  | 13,35 | 15,33 | 78,28 | C    |
| 3   | 7       | Perrine Laffont         | Franța                       | 29,78 | 49,7  | 13,72 | 14,44 | 77,86 | C    |
| 4   | 12      | Justine Dufour-Lapointe | Canada                       | 29,70 | 49,1  | 13,85 | 14,53 | 77,48 | C    |
| 5   | 9       | Jakara Anthony          | Australia                    | 30,48 | 50,4  | 12,80 | 13,65 | 76,85 | C    |
| 6   | 6       | Yuliya Galysheva        | Kazahstan                    | 30,65 | 47,6  | 15,75 | 13,46 | 76,81 | C    |
| 7   | 11      | Jaelin Kauf             | Statele Unite ale Americii   | 28,74 | 47,3  | 13,12 | 15,61 | 76,03 |      |
| 8   | 10      | Keaton McCargo          | Statele Unite ale Americii   | 29,54 | 48,2  | 12,88 | 14,71 | 75,79 |      |
| 9   | 5       | Audrey Robichaud        | Canada                       | 32,47 | 48,2  | 15,28 | 11,41 | 74,89 |      |
| 10  | 2       | Regina Rakhimova        | Sportivii Olimpici ai Rusiei | 30,87 | 46,0  | 14,34 | 13,21 | 73,55 |      |
| 11  | 1       | Ekaterina Stolyarova    | Sportivii Olimpici ai Rusiei | 30,48 | 47,1  | 11,99 | 13,65 | 72,74 |      |
| 12  | 4       | Tess Johnson            | Statele Unite ale Americii   | 30,77 | 46,7  | 10,47 | 13,32 | 70,49 |      |

### Finala 3
Această rundă a determinat câștigătoarea.
| Loc | Ordinea | Nume                    | Țară      | Timp          | Scor          | Scor          | Scor          | Total         | Note |
| Loc | Ordinea | Nume                    | Țară      | Timp          | Turns         | Air           | Time          | Total         | Note |
| --- | ------- | ----------------------- | --------- | ------------- | ------------- | ------------- | ------------- | ------------- | ---- |
| 1   | 4       | Perrine Laffont         | Franța    | 29,36         | 50,5          | 13,24         | 14,91         | 78,65         |      |
| 2   | 3       | Justine Dufour-Lapointe | Canada    | 29,54         | 49,4          | 14,45         | 14,71         | 78,56         |      |
| 3   | 1       | Yuliya Galysheva        | Kazahstan | 30,14         | 47,9          | 15,47         | 14,03         | 77,40         |      |
| 4   | 2       | Jakara Anthony          | Australia | 30,94         | 49,1          | 13,12         | 13,13         | 75,35         |      |
| 5   | 5       | Britteny Cox            | Australia | 28,29         | 47,3          | 11,66         | 16,12         | 75,08         |      |
| 6   | 6       | Andi Naude              | Canada    | nu a terminat | nu a terminat | nu a terminat | nu a terminat | nu a terminat |      |